# Ноемврийски престъпници
Ноемврийските престъпници (на немски: Novemberverbrecher) е обидно определение, използвано от крайната десница в Германия след Първата световна война за ръководителите на Ноемврийската революция от 1918 година и по-общо за привържениците на демокрацията във Ваймарската република. Националсоциалистическата германска работническа партия и Германската национална народна партия използват фразата в постоянни насаждащи омраза кампании, които пропагандират Легендата за удар с нож в гърба и оправдават извършваните от тях политически убийства.